# Kazimierz Brandys
Kazimierz Brandys (27. října 1916, Lodž – 11. března 2000, Nanterre) byl polský spisovatel a scenárista, zabývajícím se literárně tématem války a poválečného vývoje Polska.

## Životopis
Jeho rodina patřila mezi polskou židovskou inteligenci. Jeho bratr byl spisovatel Marian Brandys, manželka tlumočnice Maria Zenowicz. Studoval práva na Varšavské univerzitě. Po ukončení začal v roce 1935 pracovat jako divadelní kritik v měsíčníku Kuźnia Młodych.
V letech 1945-1950 byl členem redakce týdeníku Kuźnica, od 1946 členem PPR, následně PZPR; v letech 1956-1960 členem redakce Nowa Kultura. V roce 1966 vystoupil ze strany na protest proti útlaku Leszka Kołakowského, 1970-1971 přednášel slovanskou literaturu na Sorboně.
V roce 1976 spolupodepsal protest intelektuálů Memoriał 101 odmítající změny polské ústavy. Stejně jako protesty dalších odpůrců, dopis zůstal bez odezvy a novelu ústavy, která byla zakotvila vedoucí úlohu komunistické strany, Sejm přijal.

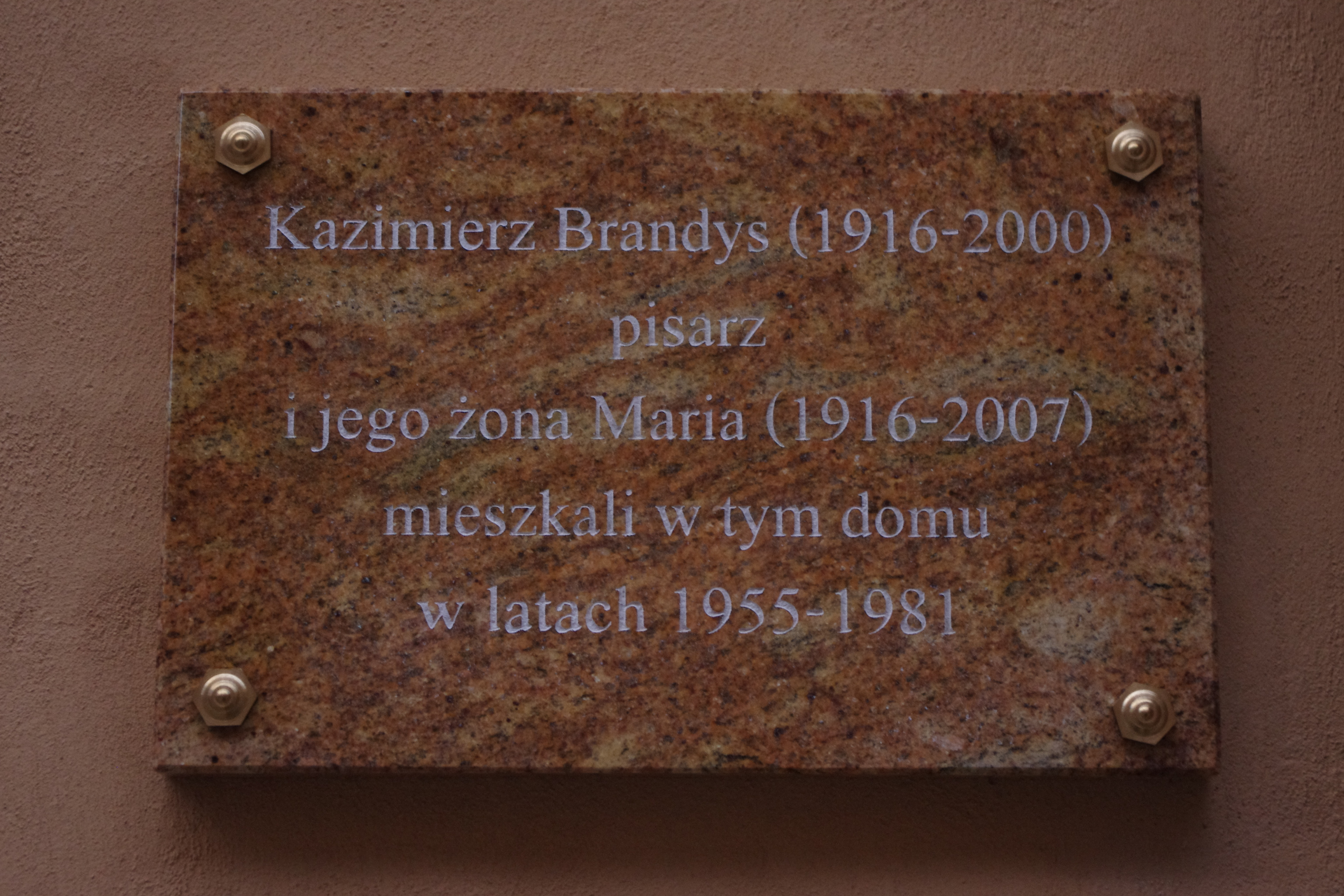
Pamětní deska na domě, v kterém s manželkou bydleli (ul. Nowomiejska 5, Varšava)

V letech 1977-1980 spolupracoval s časopisem Zapis. Od roku 1981 žil trvale v zahraničí. Byl členem Svazu polských spisovatelů. Během života obdržel řadu ocenění.
Je pochován na hřbitově Père-Lachaise.

## Dílo
- 1946 "Drewniany koń"
- 1946 "Miasto niepokonane"
- "Między wojnami"
  - 1948 "Samson"
  - 1948 "Antygona"
  - 1949 "Troja, miasto otwarte"
  - 1951 "Człowiek nie umiera"
- 1953 "Sprawiedliwi ludzie"
- 1954 "Obywatele"
- 1956 "Czerwona czapeczka: wspomnienia z teraźniejszości"
- 1957 "Matka Królów"
- 1958 "Listy do pani Z.: wspomnienia z teraźniejszości"
- 1960 "Romantyczność"
- 1963 "Sposób bycia"
- 1965 "Bardzo starzy oboje"
- 1966 "Obrona Grenady i inne opowiadania"
- 1966 "Dżoker"
- 1968 "Rynek"
- 1970 "Jak być kochaną i inne opowiadania"
- 1970 "Mała księga"
- 1972 "Wariacje pocztowe"
- 1974 "Pomysł"
- 1975 "Nowele filmowe"
- 1977 "Nierzeczywistość"
- 1980 "Miesiące: 1978-1979"
- 1982 "Rondo"
- 1984 "Miesiące: 1982-1984"
- 1987 "Miesiące: 1980-1981"
- 1987 "Miesiące: 1985-1987"
- 1991 "Charaktery i pisma"

Filmové scénáře:
- 1961 "Samson"
- 1962 "Jak być kochaną"
- 1965 "Sposób bycia"
- 1967 "Bardzo starzy oboje"
- 1981 "Spokojne lata"